# كلارنس بيري
كلارنس بيري (بالإنجليزية: Clarence Arthur Perry)‏ (1872-6 سبتمبر 1944) كان مخططًا حضريًا أمريكيا وعالم اجتماع ومؤلفًا ومعلمًا. ابتكر بيري خطة وحدة الحي، وهي مخطط مجتمعي سكني تم نشره من خلال الخطة الإقليمية لنيويورك وضواحيها في عام 1929 والتي أثرت على التخطيط في المدن الأمريكية.
ولد في تروكستون، نيويورك. عمل لاحقًا في قسم تخطيط مدينة نيويورك حيث أصبح مدافعًا قويًا عن وحدة الحي. كان من أوائل المروجين للمجتمع المحلي ومراكز الترفيه.